# 劉迦論
劉 迦論（りゅう かろん、生年不詳 - 614年）は、中国の隋末の民衆叛乱の指導者。

## 生涯
彼の本貫は、『隋書』によると延安郡であり、『旧唐書』によると安定郡である。
614年5月に挙兵して、隋に叛き、皇王を自称し、大世と元号を建てた。十万の衆を集め、稽胡と連絡して諸郡を侵した。隋将の屈突通による討伐を受けて、上郡で敗れ、斬られた。